# منتخب أندورا تحت 19 سنة لكرة القدم
منتخب أندورا تحت 19 سنة لكرة القدم هو ممثل أندورا الرسمي في المنافسات الدولية في كرة القدم في فئة كرة قدم للرجال تحت 19 سنة، يديريه اتحاد أندورا لكرة القدم.